# بوم‌فمینیسم گیاه‌خواری
بوم‌فمینیسم گیاه‌خواری یا اکوفمینیسم گیاه‌خواری (به انگلیسی: Vegetarian ecofeminism) یک جنبش فعال است که بیان می‌کند همه انواع سرکوب به هم مرتبط هستند و باید با تمرکز بر تسلط انسان بر حیوانات و غیرانسان ریشه‌کن شوند. از طریق مفهوم فمینیستی معروف به اینترسکشنالیتی، تشخیص داده می‌شود که جنسیت‌گرایی، نژادپرستی، طبقه‌گرایی و سایر اشکال تبعیض بین بشر همگی به هم مرتبط هستند. بوم‌فمینیسم گیاه‌خواری قصد دارد تسلط بر نه تنها محیط زیست، بلکه بر حیوانات غیرانسان را نیز در این فهرست قرار دهد. اکوفمینیسم گیاه‌خواری بخشی از حوزه آکادمیک و فلسفی بوم‌فمینیسم است که بیان می‌کند شیوه‌های تسلط نخبگان بر ستمدیدگان باید شامل شیوه تسلط انسان بر طبیعت باشد. یکی از موضوعات اصلی در اکوفمینیسم این باور است که بین سلطه بر زنان و سلطه بر طبیعت ارتباط قوی وجود دارد و برای پایان دادن به ستم باید هر دو را ریشه کن کرد.
بوم‌فمینیسم گیاه‌خواری فراتر از اکوفمینیسم است، زیرا معتقد است که شیوه استثمار و کشتن حیوانات غیرانسان توسط انسان‌ها باید شناخته شود چون ظلم به انسان‌ها با ظلم به حیوانات غیرانسان مرتبط است. مفهوم گونه‌گرایی برای تمایز بین اکوفمینیسم گیاه‌خواری و اکوفمینیسم اصلی است و به‌شدت سلسله‌مراتب ایجاد شده در بین حیوانات غیر انسان را به سلسله مراتب ایجادشده در بین انسان‌ها پیوند می‌دهد. تمایز بین اکوفمینیسم و بوم‌فمینیسم گیاه‌خواری مهم است، زیرا تمرکز اکوفمینیسم گیاه‌خواری بر سرکوب حیوانات غیرانسان، ارتباط بین سایر اشکال مرتبط ستم، اما به طور خاص ستم بر زنان را فراهم می‌کند.